# Zearalenone
Lo zearalenone (o ZEA), conosciuta anche come RAL e F-2,  è una micotossina ad attività estrogenica non steroidea prodotta da muffe appartenenti al genere Fusarium.
Chimicamente è un lattone dell'acido resorcilico fenolico.
Il nome deriva da Gibberella zea che è il perfetto stato sessuale del Fusarium graminearum, il primo organismo produttore studiato. Questo "ormone sessuale dei funghi" permette alle forme anamorfe di Fusarium di trasformarsi nelle rispettive forme perfette a riproduzione sessuata di Gibberella.
Lo zearalenone è capace di legarsi ai recettori per il 17β-estradiolo delle cellule bersaglio di mammiferi ed uccelli, mostrando debole attività estrogenica (da 2 a 4 volte superiore all'estradiolo).
A basso dosaggio può inibire la secrezione ed il rilascio dell'ormone follicolo-stimolante (FSH), inibendo la maturazione pre-ovulatoria dei follicoli ovarici.
Nella scrofa il metabolismo epatico bioattiva lo zearalenone in α-zearalenolo (α-ZOL) da 4 a 10 volte più efficace dell'estradiolo.  A seconda della quantità assunta può provocare infertilità, ninfomania, e in rari casi aborto.
In Italia la quantità massima di zearalenone negli alimenti è regolamentata secondo il Reg. CE n 1881/2006 poi modificato dal Reg. CE n 1126/2007.
Lo zearalenone è termostabile e si può trovare in tutto il mondo specialmente come agente contaminante dei cereali e soprattutto del mais.